# Wang Chengyi
Wang Chengyi (chinesisch 王成意, Pinyin Wáng Chéngyì; * 17. Juli 1983 in Xiangshan) ist eine ehemalige chinesische Sportschützin.

## Erfolge
Wang Chengyi nahm an den Olympischen Spielen 2004 in Athen im Dreistellungskampf mit dem Kleinkaliber-Gewehr teil. Sie qualifizierte sich mit 584 Punkten als Vierte für das Finale, in dem sie 101,4 weitere Punkte erzielte. Mit insgesamt 685,4 Punkten gewann sie hinter Ljubow Galkina und Valentina Turisini die Bronzemedaille. Bei Asienspielen gewann sie 2006 in Doha im liegenden Anschlag mit dem Kleinkaliber im Einzel die Bronzemedaille, während sie mit der Mannschaft Silber gewann. Im Dreistellungskampf sicherte sie sich sowohl im Einzel als auch mit der Mannschaft den Titelgewinn. 2010 in Guangzhou wiederholte sie diesen Doppelerfolg im Dreistellungskampf und gewann auch im Einzel des liegenden Anschlags die Goldmedaille. Im Mannschaftswettbewerb des liegenden Anschlag belegte sie den dritten Platz.